# Р23 (Росія)
Автодорога Р23 або Автомагістраль «Псков» — автомобільна дорога федерального значення Санкт-Петербург — Псков — кордон з Білоруссю. Є частиною європейського маршруту E95. Часто зветься Київським шосе. На основному протязі має дві смуги руху. До 31 грудня 2017 Автомагістраль М20.

## Маршрут
0 км — Санкт-Петербург
3 км — Перетин з A180
23 км — Гатчина
50 км — Вира
88 км — Мшинська
120 км — Луга
141 км — Городець
Псковська область
178 км — Николаєво
187 км — Новосельє
218 км — Цапелька
244 км — Подборовьє
261 км — Псков, відгалуження A212
286 км — Черська
314 км — Острів
349 км — Новогородка, відгалуження до Новоржева
389 км — Опочка, відгалуження на A117
429 км — Алоль
450 км — Пустошка
498 км — Невель
кордон з Білоруссю